# Cardiganshire
Cardiganshire (em língua galesa: Sir Aberteifi), foi um condado histórico do País de Gales, criado em 1282. A sua extensão equivale a Ceredigion, um condado criado como Cardiganshire em 1996, mas que viu o seu nome alterado para Ceredigion.

## História
Em 1282, Eduardo I de Inglaterra, conquistou o principado de País de Gales, e dividiu-o em condados. O nome Cardigan é um anglicismo do reino histórico de Ceredigion. A região tornou-se um distrito com a designação de Ceredigion em 1974, pela lei governamental de 1972 e, desde 1996, que é o condado de Ceredigion.

## Geografia
Cardiganshire era um condado situado numa região marítima, a oeste da Baía de Cardigan, fazendo fronteira a norte com Merionethshire e o Rio Dovey; a este com Montgomeryshire, Radnorshire e Brecknockshire; e a sul com Carmarthenshire e Pembrokeshire. 
As montanhas Cambrian cobrem a maior parte da zona este do condado. A sul e a oeste, a superficie é menos elevada. O ponto mais alto situa-se a 758m, e designa-se por Plynlimon. Deste ponto cinco rios têm a sua origem: o Severn, o Wye, o Dulas, o Llyfnant e o  Rheidol. Este último cruza com o rio Mynach, a 100m de altitude, no rift de Devil's Bridge. A zona costeira do condado é caracterizada por inúmeras praias. 
As principais cidades são Aberaeron, Aberystwyth, Cardigan, Lampeter, New Quay, Newcastle Emlyn, e Tregaron. O principal rio é o Teifi, que forma fronteira com Carmarthenshire e Pembrokeshire. O turismo e a agricultura, são as principais indústrias.
Embora Cardiganshire e o antigo condado de Merionethshire partilhem da mesma fronteira, não era possível viajar entre os dois, pois as estradas e os caminhos-de-ferro, não passavam pelo estuário do rio Dovey, e seguiam via Machynlleth, Montgomeryshire.

## Demografia
- 1831: 64.780 habitantes
- 1911: 59,879 habitantes
- 1961: 53.648 habitantes

## Locais de interesse
- Museu de Ceredigion
- Devil's Bridge (A Ponte do Diabo)
- Abadia de Strata Florida
- Ferrovia de Vale of Rheidol